# Esme Percy
Pour les articles homonymes, voir Percy.
Saville Esmé Percy, né le 8 août 1887 à Londres (Royaume-Uni) et mort le 17 juin 1957 à  Brighton (Royaume-Uni),, est un acteur britannique.

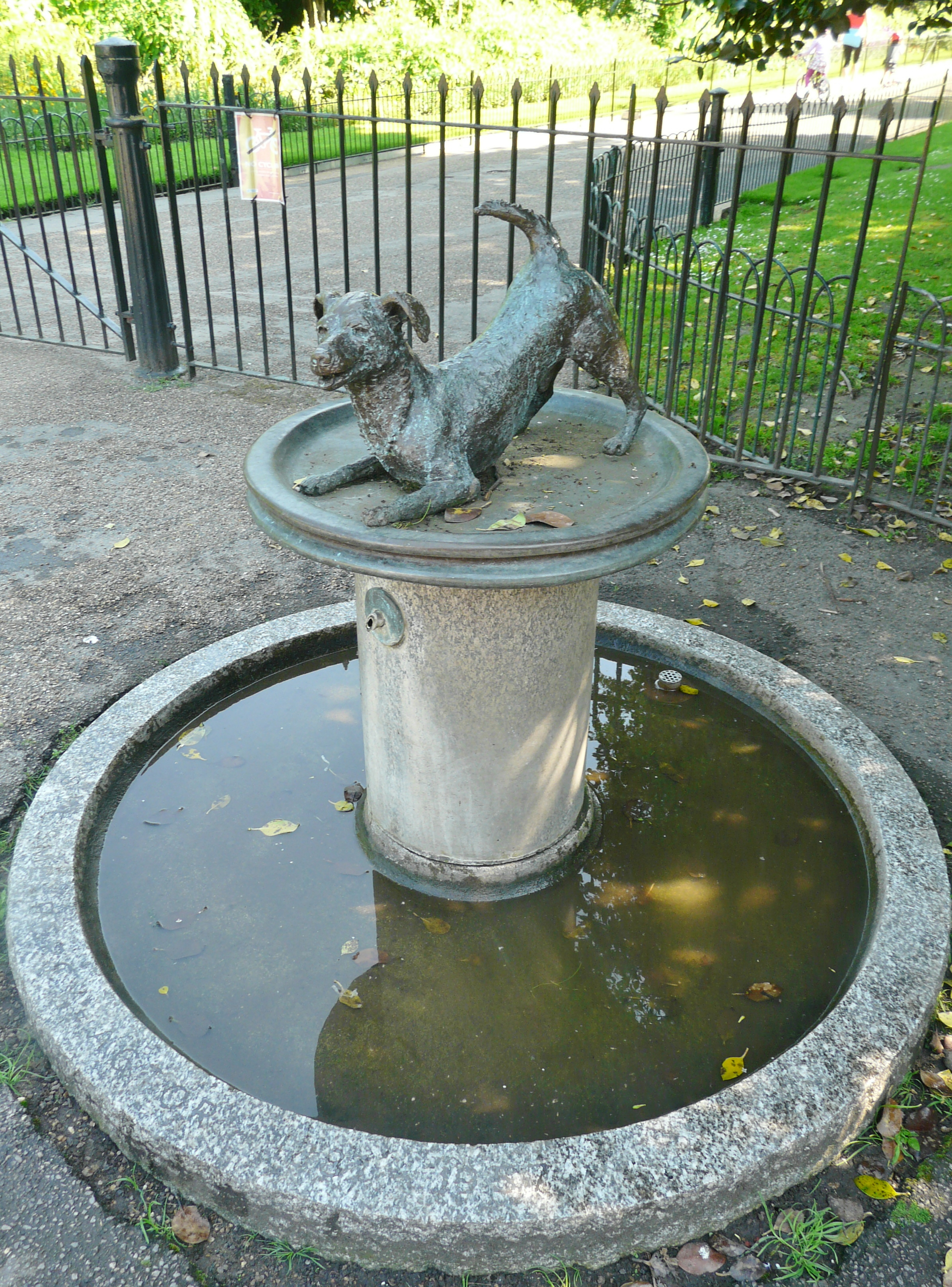
Mémorial Esme Percy, jardins de Kensington.

Il était spécialisé dans les pièces de G.B. Shaw et est apparu dans quarante films entre 1930 et 1956.

## Biographie
Esmé Percy est un éminent comédien dramatique de la scène anglaise, né à Londres d'ascendance française. Il étudie le théâtre auprès de Sarah Bernhardt et au Conservatoire de Bruxelles. Il fait ses débuts au théâtre en 1904 et y acquiert une réputation singulière en tant qu'interprète de premier plan des rôles dans les pièces de George Bernard Shaw. En mars 1928, il apparait dans une production radiophonique de The Man of Destiny dans le rôle de Napoléon Bonaparte. En 1913, il crée une compagnie de tournée, spécialisée dans les pièces shaviennes. À la fin de la Première Guerre mondiale, il dirige un théâtre à Cologne, divertissant les troupes britanniques, notamment dans le rôle du professeur Henry Higgins dans Pygmalion, aux côtés de Patrick Campbell.

## Filmographie partielle
- 1930 : Meurtre (Murder!) : Handel Fane
- 1932 : The Lucky Number : The Chairman
- 1933 : Bitter Sweet (en) : Hugh Devon
- 1933 : Summer Lightning (en) : Baxter
- 1933 : On Secret Service (en) : Bleuntzli - Reporter
- 1934 : Love, Life and Laughter (en) : Goebschen
- 1934 : Nell Gwynn (en) : Samuel Pepys
- 1934 : Lord Edgware Dies : Duke of Merton
- 1934 : Unfinished Symphony : Huettenbrenner
- 1935 : Royal Cavalcade : Lloyd George
- 1935 : Mannequin de Paris (It Happened in Paris) : Pommier
- 1935 : Le Sultan rouge (Abdul the Damned) : Ali - Chief Eunuch
- 1935 : Invitation to the Waltz (en) : Napoléon Bonaparte
- 1936 : Un baiser SVP (The Invader) : Jose
- 1936 : The Amateur Gentleman (en) de Thornton Freeland
- 1936 : A Woman Alone : General Petroff
- 1936 : Song of Freedom : Gabriel Donozetti
- 1936 : Land Without Music : Austrian Ambassador
- 1936 : Crime Over London : (non crédité)
- 1936 : Accused : Morel
- 1937 : Les Deux Aventuriers (Jump for Glory) : Robinson
- 1937 : The Frog : Philo Johnson
- 1937 : Our Fighting Navy : Diego de Costa
- 1937 : The Return of the Scarlet Pimpernel : Sheridan, the playwright
- 1938 : Pygmalion : Count Aristid Karpathy
- 1940 : Vingt et un jours ensemble (21 Days) : Henry Wallen
- 1941 : Jeannie
- 1941 : Hi Gang! : Lord Chamberlain
- 1942 : Le Jeune Monsieur Pitt (The Young Mr. Pitt) : Minor Role (non crédité)
- 1945 : Au cœur de la nuit (Dead of Night) : Antique Dealer (segment "The Haunted Mirror")
- 1945 : César et Cléopâtre (Caesar and Cleopatra) : Major Domo
- 1946 : Lisbon Story : Mariot
- 1947 : Le Fantôme de Berkeley Square (The Ghosts of Berkeley Square) : Vizier

## Drames radiophoniques
- Épisode « Rendez-vous avec la peur » The Speaking Clock (13 avril 1944), où il prête sa voix riche et très distinctive au personnage de M. Markham l'Antiquaire, ainsi qu'à son frère jumeau.
- Eurydice (1951) Adaptation radio d'une pièce d'Anouilh, Musique de John Hotchkis, distribution : Paul Scofield, Esmé Percy, David Peel, Denise Bryer, Sebastian Cabot, et autres. BBC R3, diffusion 05/02/1951. (The British Library National Sound Archive, Find Format: T11629WR C1)
- La Duchesse d'Amalfi (1954) Adaptation radio de la tragédie classique. Percy joue le méchant cardinal Ferdinand (Paul Scofield) et la duchesse (Peggy Ashcroft), BBC R3, diffusion en mai 1954[3].
- Henry VIII (1954) Adaptation radiophonique de la pièce de Shakespeare présentée en l'honneur du Jubilé d'or de Sybil Thorndike au théâtre. : Distribution : Sybil Thorndike, Robert Donat, Ralph Richardson, Vivien Leigh, Ernest Thesiger, Esmé Percy, John Gielgud, Laurence Olivier, Paul Scofield et autres. BBC R3, diffusion le 14 juin 1954[4].